# Desa Ngabeyan (administrativ by i Indonesien, lat -7,63, long 110,65)
Desa Ngabeyan är en administrativ by i Indonesien.   Den ligger i provinsen Jawa Tengah, i den västra delen av landet, 400 km öster om huvudstaden Jakarta.